# Minh Beta
Minh Beta tên thật Bùi Quang Minh (sinh ngày 20 tháng 11 năm 1983) là một doanh nhân người Việt Nam, nhà sáng lập Beta Group, người sáng tác ra bài hát "Việt Nam ơi".

## Tiểu sử
Bùi Quang Minh sinh ngày 20 tháng 11 năm 1983 tại Hà Nam. Anh từng là học sinh lớp chuyên toán của Trường Trung học phổ thông chuyên Hà Nội - Amsterdam. Sau khi tốt nghiệp bậc trung học, anh nhận được học bổng toàn phần AusAID của Chính phủ Úc và tốt nghiệp bằng danh dự hạng Nhất (First Class Honours) tại Đại học Sydney.
Sau khi tốt nghiệp, anh làm việc tại Singapore trong 2 năm. Năm 2009, anh về nước và khởi nghiệp với dự án kinh doanh chuỗi bánh - cà phê Doco Donuts, với một cửa hàng ban đầu ở phố Hàng Bông và số vốn khởi đầu 300 triệu đồng. Chỉ sau một thời gian hoạt động, start-up đầu tiên này được bán với giá 5 tỷ đồng.
Năm 2011, anh nhận được học bổng Fulbright và sang Mỹ theo học ngành Quản trị kinh doanh tại Đại học Harvard (Mỹ). Tốt nghiệp MBA năm 2014, sau khi về nước, anh khởi động dự án đầu tư cụm rạp chiếu phim giá rẻ Beta Cineplex, với cụm rạp liên hợp đầu tiên ở Thái Nguyên và số vốn ban đầu 10 tỷ đồng. Dự án này tiếp tục được xem là sự thành công mới, khi chỉ sau 6 tháng ra mắt, Beta Cineplex đã được định giá ở mức 60 tỷ đồng. Đến nay hệ thống có 15 cụm rạp trên toàn quốc. Do sự thành công của thương hiệu Beta Cineplex, từ đó anh có biệt danh Minh Beta.

## Sáng tác nhạc
Từ thời đi học, anh đã có nhiều bài viết được đông đảo người xem trên trang blog Yahoo! 360°, với nickname Minh B. Theo anh giải thích, đây là biệt danh viết tắt vì anh họ Bùi, đồng thời cũng mang ý nghĩa Beta trong tin học nghĩa là phiên bản chưa hoàn thiện. Chủ đề về âm nhạc chiếm một vị trí đáng kể trong số bài viết đăng tải và tất cả các tác phẩm của anh thể hiện đều do anh tự sáng tác.
Năm 2011, trước khi sang Mỹ theo học bậc Thạc sĩ, trong một cảm xúc trước khi rời quê hương Việt Nam, anh đã sáng tác nhạc phẩm "Việt Nam ơi!" chỉ trong 30 phút. Nhạc phẩm sau đó được anh đăng tải trên trang YouTube với 2 phiên bản MV khác nhau (với phiên bản 1 có nhịp điệu tươi vui và phiên bản 2 có nhịp điệu trầm lắng), do chính anh là ca sĩ và diễn viên chính.
Giữa năm 2015, trong dự án Flash mob nhằm hướng tới kỷ niệm 70 năm Quốc khánh Việt Nam 2/9/1945-2/9/2015, một MV do S&C Production sản xuất, với phần vũ đạo do Ngô Tự Huy làm biên đạo, được đăng tải lên YouTube, trong đó phiên bản 1 của bài hát "Việt Nam ơi!" được sử dụng làm nhạc nền. Sang đầu năm 2016, trong chương trình "Bước nhảy mùa xuân" 2016 nhằm tôn vinh nền thể thao Việt Nam và các gương mặt vận động viên Quốc gia xuất sắc, Ban thể thao Đài truyền hình Việt Nam khi làm đến phần MV minh họa cặp vận động viên Aerobic sport Vũ Bá Đông và Trần Thị Thu Hà, đã sử dụng trên cơ sở MV gốc của S&C Production, với phần vũ đạo cải tiến và vẫn do Vũ đoàn S&C múa phụ họa. Phần ngoại cảnh cho MV mới được quay chủ yếu tại Mù Cang Chải và Sapa.
Tuy nhiên, bài hát chỉ thực sự nổi tiếng và được nhiều người biết đến khi VTV sử dụng chính MV của mình biên tập lại thành một MV cổ động sau sự thành công bất ngờ của Đội tuyển bóng đá U-23 quốc gia Việt Nam tại Giải vô địch bóng đá U-23 châu Á 2018 với thành tích Á quân. Bài hát nhanh chóng được mọi người yêu thích bởi nhịp điệu tươi vui cũng như niềm kiêu hãnh dân tộc. Rất nhiều ca sĩ chuyên nghiệp cũng như nghiệp dư cover bài hát này, cùng với sự thành công của bóng đá Việt Nam trong năm 2019. Ngay cả chính VTV, sau mỗi trận đấu thành công của đội tuyển Việt Nam, lại biên tập để ra một MV mới chỉ với vài thay đổi phân cảnh.
Ngày 20 tháng 3 năm 2020, anh sáng tác lời ca khúc Việt Nam ơi! Đánh bay COVID-19! dựa trên giai điệu ca khúc Việt Nam ơi nhằm cổ vũ chiến thắng đại dịch Covid 19 tại Việt Nam. Trong ngày, video âm nhạc cho ca khúc mới này cũng bắt đầu quay. Toàn bộ dự án được Vụ Truyền thông và Thi đua, khen thưởng (Bộ Y tế) bảo trợ và tư vấn nội dung.

## Phim sản xuất
Minh Beta cũng là nhà sản xuất của một số phim điện ảnh như:
- Ngày mai Mai cưới (2017)
- Tìm vợ cho bà (2018)
- Kế hoạch đổi chồng (2018)
- Mỹ nhân thần sách (2019)

## Chương trình truyền hình đã tham gia
- Shark Tank Việt Nam mùa 6, mùa 7 trở thành Shark Minh Beta [3]